# Pacto del Pollo
Se conoce por pacto del Pollo al pacto de gobierno que llevaron a cabo el PPCV y UV después de las elecciones a las Cortes Valencianas de 1995. El acuerdo dio la presidencia de la Generalidad Valenciana a Eduardo Zaplana, del Partido Popular de la Comunidad Valenciana (PPCV), con el apoyo de Unión Valenciana (UV), que también formó parte del gobierno valenciano durante la legislatura.

## Formación
Desde la Asociación Valenciana de Empresarios se presionó para conseguir el acuerdo estable de legislatura, si bien no se interfirió en el contenido. También el presidente de la Confederación Empresarial Valenciana, José María Jiménez de Laiglesia, estuvo presente en la reunión donde se cerró el acuerdo.
El nombre, otorgado por un periodista, se debe a que el pacto se cerró en el despacho del presidente de la Asociación Valenciana de Empresarios, Federico Félix, dedicado al negocio de los pollos. Además, al acabar la reunión, Vicente González Lizondo declaró a la prensa que en la reunión "se había aclarado a quién le correspondía el muslo y a quién la pechuga".

## Contenido
Por el pacto, el PPCV gobernaba la Generalidad y accedía a todas las consejerías excepto la de Agricultura y Medio ambiente, que pasó a manos de Maria Àngels Ramón-Llin y Martínez, de UV. En 1997, Unión Valenciana presionaría para conseguir dos consejerías: Agricultura y Pesca, para Ramón-Llin y Medio ambiente, para José Manuel Castellá, si bien las competencias de ambas consejerías serían básicamente las mismas que las de la consejería anterior. Además, Vicente González Lizondo fue investido Presidente de las Cortes Valencianas.
En 1999, poco antes de las Elecciones a las Cortes Valencianas de ese año, Unión Valenciana atravesó una crisis interna cuando varios cargos del partido, entre los cuales destacaba Àngels Ramón-Llin, abandonaron el partido para pasar al PP. La crisis tuvo lugar cuando UV estaba reconduciendo su estrategia para distanciarse del PP, mientras que estos iniciaban una estrategia de acercamiento a los votantes regionalistas. Finalmente, Unión Valenciana quedó fuera del hemiciclo tras las elecciones con un 4,76 % del voto válido total, y el PP logró su primera mayoría absoluta en unas elecciones a las Cortes Valencianas.